# Доњи Лепури
Доњи Лепури су насељено мјесто у Равним Котарима, у сјеверној Далмацији. Припадају граду Бенковцу, у Задарској жупанији, Република Хрватска.

## Географија
Налази се око 10 км југоисточно од Бенковца.

## Историја
Доњи Лепури се од распада Југославије до августа 1995. године налазили у Републици Српској Крајини.

## Култура
У селу су такође и остаци католичке цркве Светог Мартина, која је саграђена на темељима старохришћанске цркве из 9. вијека.

## Становништво
По попису из 1991. године, село је имало 272 становника, од тога 235 Хрвата и 35 Срба. Број становника се од тада смањио, тако да је по попису из 2001. у Доњим Лепурима је живио 151 становник, од којих су готово сви Хрвати. Доњи Лепури су према попису становништва из 2011. године имали 174 становника.
| Националност       | 1991. | 1981. | 1971. | 1961. |
| Хрвати             | 235   | 277   | 324   | 342   |
| Срби               | 35    | 40    | 68    | 82    |
| Југословени        |       | 10    | 10    |       |
| остали и непознато | 2     | 4     | 3     | 1     |
| Укупно             | 272   | 331   | 405   | 425   |

| Демографија | Демографија | Демографија |
| Година      | Становника  | Становника  |
| ----------- | ----------- | ----------- |
| 1961.       | 425         |             |
| 1971.       | 405         |             |
| 1981.       | 331         |             |
| 1991.       | 272         |             |
| 2001.       | 151         |             |
| 2011.       |             | 174         |

## Попис 1991.
На попису становништва 1991. године, насељено место Доњи Лепури је имало 272 становника, следећег националног састава:
| Попис 1991.‍  | Попис 1991.‍  | Попис 1991.‍ | Попис 1991.‍ | Попис 1991.‍ |
| ------------ | ------------ | ----------- | ----------- | ----------- |
|              |              |             |             |             |
| Хрвати       | Хрвати       |             | 235         | 86,39%      |
| Срби         | Срби         |             | 35          | 12,86%      |
| неопредељени | неопредељени |             | 1           | 0,36%       |
| непознато    | непознато    |             | 1           | 0,36%       |
| укупно: 272  |              |             |             |             |